# Teresa Żółkowska
Teresa Katarzyna Żółkowska – polska socjolog, pedagog, profesor zwyczajny nauk społecznych.
Wykładowca na Uniwersytecie Szczecińskim i Politechnice Koszalińskiej.

## Życiorys
W 1990 obroniła pracę doktorską Rodzina a funkcjonowanie w klasie szkolnej ucznia upośledzonego umysłowo w stopniu lekkim, 18 listopada 2010 habilitowała się na podstawie pracy zatytułowanej Wielowymiarowość edukacji i rehabilitacji osób z głębszą niepełnosprawnością intelektualną. Otrzymała nominację profesorską. Została zatrudniona na stanowisku profesora w Wyższej Szkole Biznesu w Gorzowie Wielkopolskim oraz w Wyższej Szkole Humanistycznej TWP w Szczecinie.
Objęła funkcję profesora nadzwyczajnego w Instytucie Pedagogiki na Wydziale Społecznym i Inżynieryjnym PWSZ w Wałczu, a także w Instytucie Pedagogiki na Uniwersytecie Szczecińskiego.
Była dyrektorem w Instytucie Pedagogiki na Wydziale Humanistycznym Uniwersytetu Szczecińskiego i kierownikiem w Katedrze Pedagogiki Społecznej, Resocjalizacyjnej i Pracy Socjalnej Wyższej Szkoły Humanistycznej TWP w Szczecinie.